# Glenophisis callaina
Glenophisis callaina är en insektsart som beskrevs av Andrej Vasiljevitj Gorochov 1998. Glenophisis callaina ingår i släktet Glenophisis och familjen vårtbitare. Inga underarter finns listade i Catalogue of Life.